# Aglais lucida
Aglais lucida är en fjärilsart som beskrevs av Fritsch 1913. Aglais lucida ingår i släktet Aglais och familjen praktfjärilar. Inga underarter finns listade i Catalogue of Life.